# أحمد نادر
أحمد نادر مخرج مصري، ولد في حي محرم بك بمدينة الإسكندرية عام 1986، تخرج من كلية الآداب - جامعة الإسكندرية عام 2009، ثم ألتحق بقسم الإخراج بالمعهد العالي للسينما، عمل كمونتير في بداية مشواره الفني ثم أخرج عدد من الأفلام الوثائقية، وفي عام 2017 أخرج فيلمه الروائي القصير ونس الذي عرض في عدد من المهرجانات العربية والدولية وحصد العديد من الجوائز.
حصل على جائزة التانيت البرونزى عن فيلمه الروائي القصير ونس في مهرجان قرطاج السينمائي عام 2017 ، وحصل على جائزة معهد العالم العربي للفيلم القصير في مهرجان السينما العربية في باريس عام 2018 ، وحصل على أفضل مخرج في مهرجان سينما الشباب والأفلام القصيرة بسوريا عام 2018 ، وحصل على تنويه خاص من مهرجان الأقصر للسينما الأفريقية عام 2018 ، وحصل على جائزة الجممهور في مهرجان مصر دوت بكرة عام 2018 

## أفلامه
- البحث عن رشدي 2015
- صيد الخريف في واحة الفيوم 2017
- ونس 2017
- كراكيب 2019
- متاهة 2022.

## الجوائز التي حصل عليها
- التانيت البرونزي من أيام قرطاج السينمائية عن فيلم «ونس» عام 2017 [6]
- جائزة معهد العالم العربي عن فيلم «ونس» عام 2018 [7]
- تنويه خاص من مهرجان الأقصر للسينما الأفريقية عن فيلم «ونس» 2018 [8]
- أفضل إخراج من مهرجان سينما الشباب والأفلام القصيرة بسوريا عن فيلم «ونس» 2018
- هيباتيا البرونزية من مهرجان الإسكندرية للفيلم القصير عن فيلم «ونس» 2018
- جائزة الجمهور من مهرجان مصر دوت بكرة للأفلام عن فيلم «ونس» 2018 [9]
- جائزة الجمهور من مهرجان القاهرة للفيلم القصير رؤى عن فيلم «ونس» 2019
- شهادة تقدير من مهرجان قازان الدولي للسينما الإسلامية بجمهورية تتارستان عن فيلم «ونس» 2019 [10]
- جائزة هيباتيا الذهبية من مهرجان الإسكندرية للفيلم القصير عن فيلم «كراكيب» 2019 [11]
- تنويه خاص من مهرجان مصر دوت بكرة للأفلام عن فيلم «كراكيب» 2019 [12]